# Casino de Constanța
Le casino de Constanța (en roumain : Cazinoul din Constanța) est un bâtiment de style Art nouveau situé en Roumanie à Constanța, 2 boulevard de la Reine Élisabeth, sur le bord de la mer Noire.
L'édifice dont la façade s'orne d'une large baie vitrée en forme de coquille Saint-Jacques, est un point de repère et un emblème de la ville.

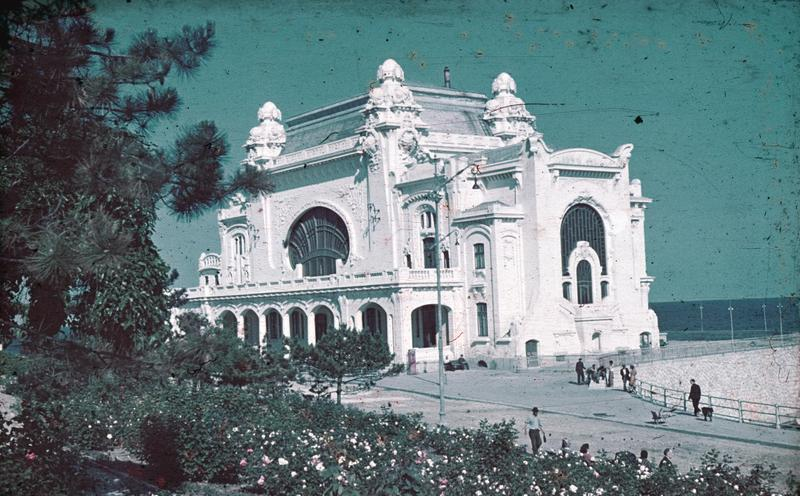
Le casino après l'occupation du port de Constanța par des marins allemands en 1941.
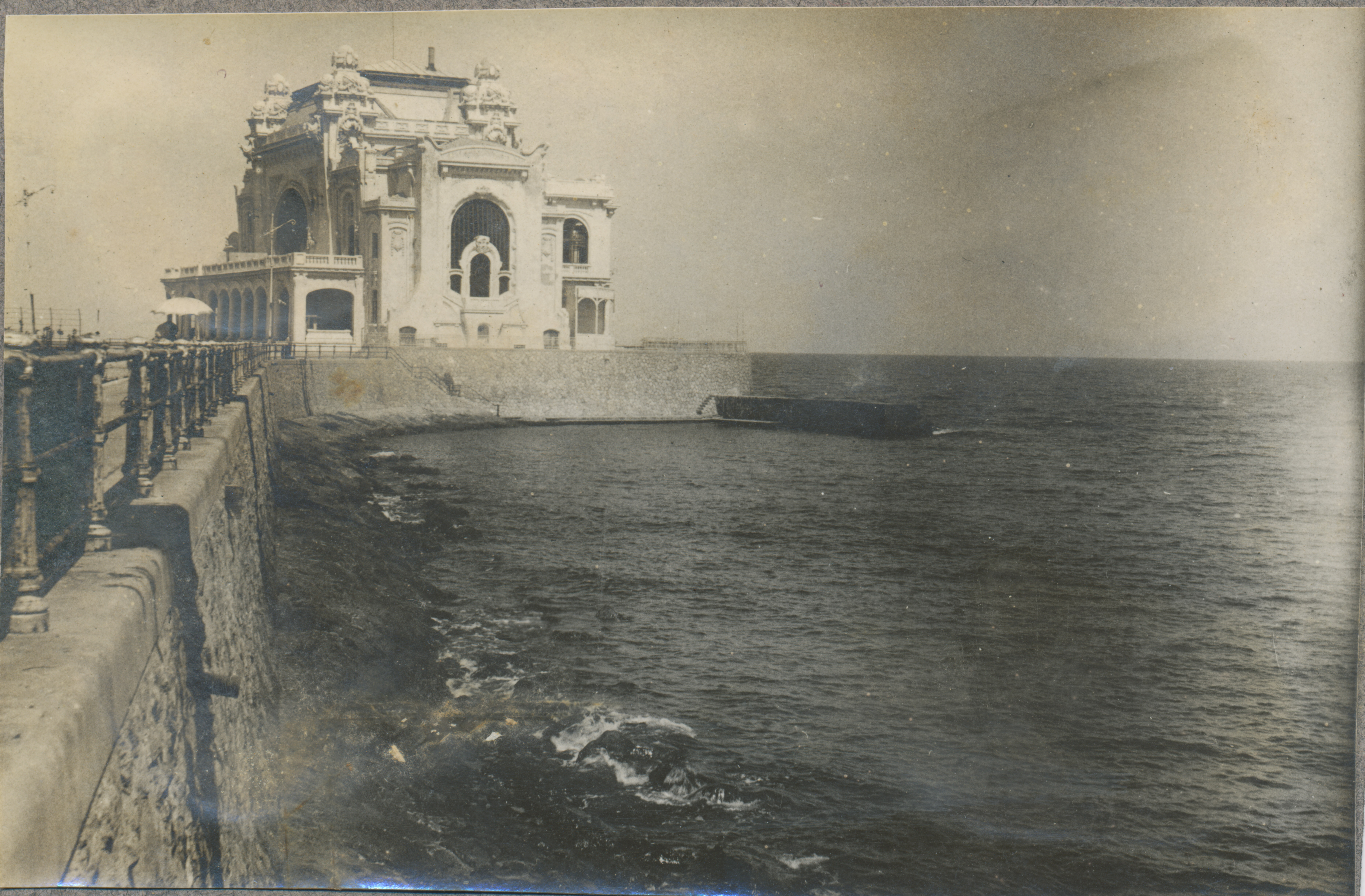
Le casino après l'occupation du port de Constanța par des marins soviétiques en 1944.

## Histoire
Il a été inauguré en août 1910 et a fonctionné comme casino à l'époque du royaume de Roumanie et comme restaurant et salle de danse à l'époque communiste (le communisme interdisant les jeux de hasard, à l'exception de la loterie nationale). Rénové en 1986, il est l'objet, après la chute de la dictature en 1989, d'un projet d'extension de l'Aquarium de Constanța (situé en face) et il est classé monument historique par le ministère de la Culture à l'époque dirigé par Andrei Pleșu. Mais la municipalité préfère le concéder à une entreprise privée locale qui y exploite le restaurant et lui rend son office de casino. Celle-ci rend son tablier en 2007 et le casino est alors concédé à la chaîne israélienne « Queen Investments ». Toutefois celle-ci n'entretient pas la structure, qui se dégrade, devient dangereuse et doit être évacuée en 2014. Le bâtiment, délabré et fermé, reste cinq ans abandonné avant qu'un projet de restauration, d'un montant de 12 millions d'euros et d'une durée de trois ans ne soit publié.

## Dans la culture populaire

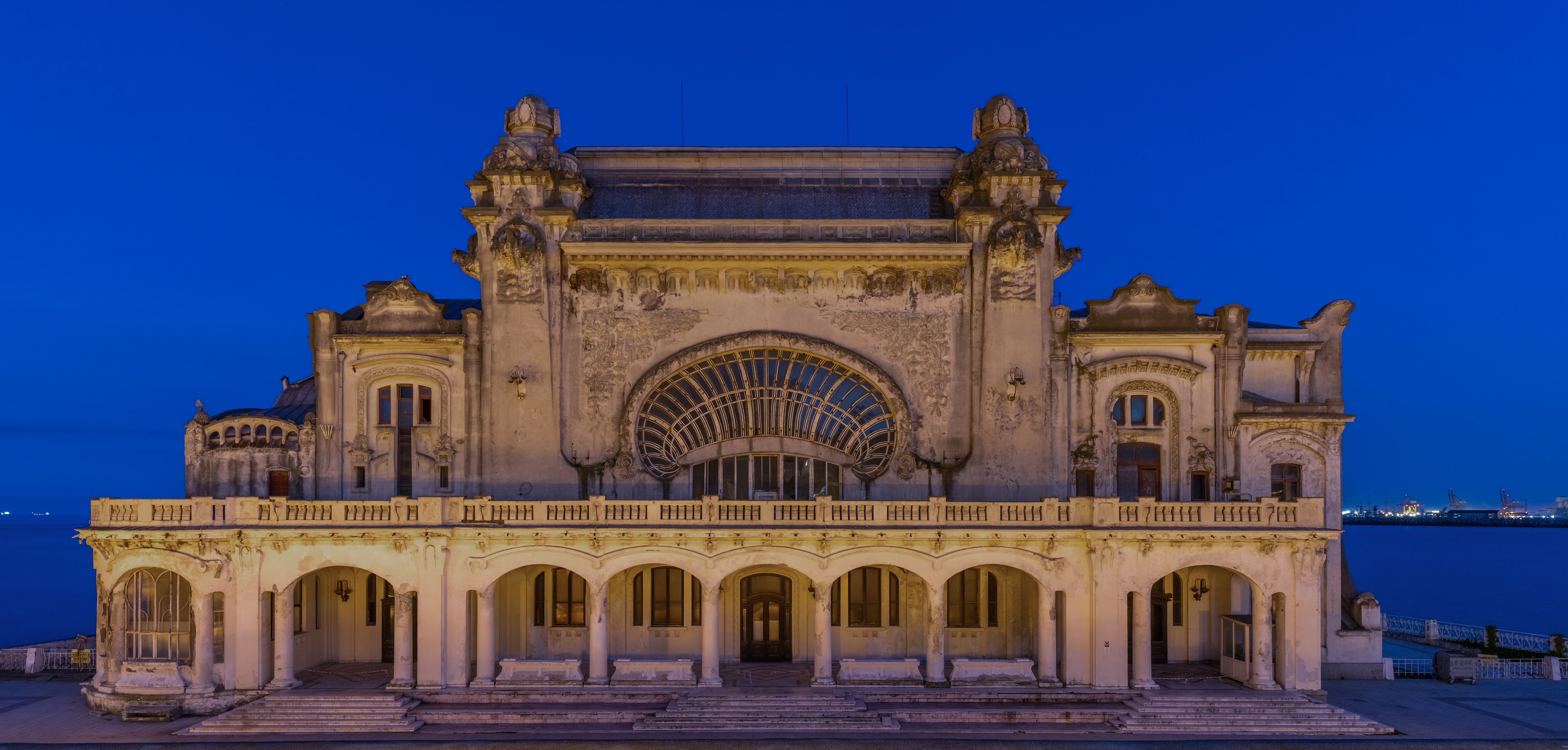
Vue de face.

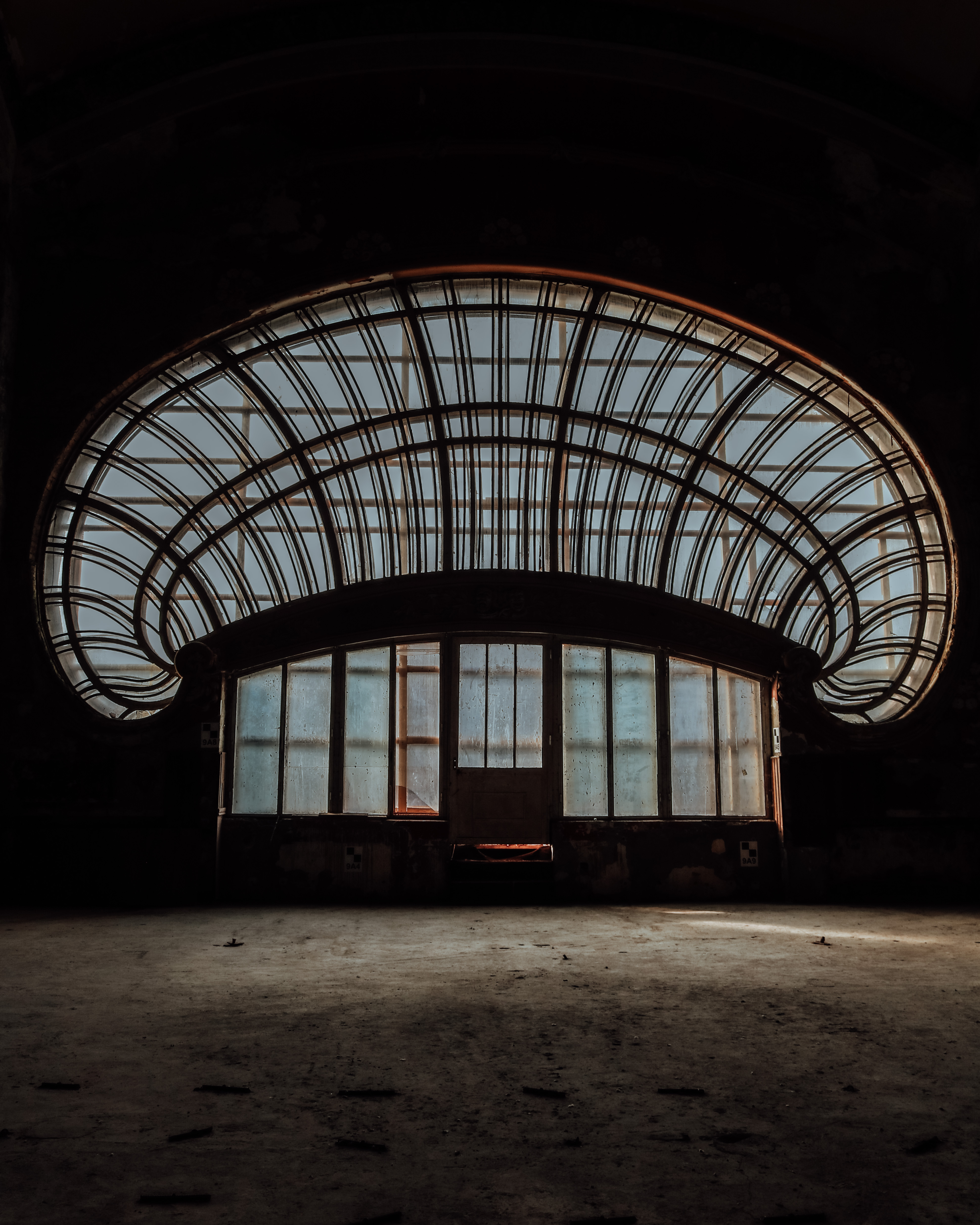
La grande baie vitrée du casino de Constanța vue de l'intérieur.

L'Homme sans âge, film de Francis Ford Coppola comporte des scènes tournées en 2006 dans la salle à manger du casino de Constanța.